# Mercy (Allier)
Mercy è un comune francese di 280 abitanti situato nel dipartimento dell'Allier della regione dell'Alvernia-Rodano-Alpi. Nel territorio comunale di Mercy vi sono le sorgenti del fiume Acolin.

## Società

### Evoluzione demografica
Abitanti censiti